# 西村五雲

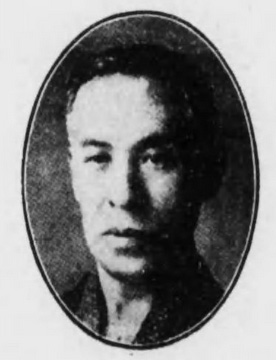
西村五雲肖像写真

西村 五雲（にしむら ごうん、1877年（明治10年）11月6日 - 1938年（昭和13年）9月16日）は日本画家。京都出身、本名・源次郎。日本画家の西村卓三は息子（次男）。動物画を得意とし、動物の生態を生き生きと捉えるその描写は、師の竹内栖鳳を凌ぐとも評された。

## 来歴
1890年（明治23年）13歳で岸竹堂に入門、ただしこの頃の作品は殆ど現存しない。竹堂没後の1899年（明治32年）に竹内栖鳳に師事。1907年（明治40年）の第1回文展で「白熊（咆哮）」（山種美術館蔵）が三等賞受賞。しばらく文展には不出品だったが、1911年（明治44年）の第5回文展では「まきばの夕」で褒状、宮内庁買い上げ。1913年（大正2年）に京都美術工芸学校教諭に就任するも、同年長男を亡くした心労で神経衰弱に陥る。病状が回復し小品が制作できるほどに回復するのは、1917年（大正6年）まで待たねばならない。1924年（大正13年）に京都市立絵画専門学校（現：京都市立芸術大学）教授、1933年（昭和8年）に山元春挙死去に伴う補充として帝国美術院会員となる。1937年（昭和12年）に帝国芸術院会員。
同年、この年から始まった新文展の審査員に就任。
晩年の五雲は名声を得たが、生来病弱で、官設展などの大きな展覧会にはあまり出品しておらず、大作や作品数も少ない。画塾・晨鳥社を主宰、門下に山口華楊などがいる。

## 主な作品
| 作品名         | 技法         | 形状・員数 | 寸法（縦x横cm）     | 所有者                 | 年代                 | 出品展覧会  | 落款・印章   | 備考 |
| -------------- | ------------ | ---------- | ------------------- | ---------------------- | -------------------- | ----------- | ------------ | --- |
| 水呑虎         |              |            |                     | 京都府立総合資料館     | 初期作               |             |              | |
| 凍夜           |              |            |                     | 足立美術館             | 1902年（明治35年）   |             |              | |
| 残雪飢狐       | 紙本墨画淡彩 | 二曲一隻   | 152.1x170.8         | 海の見える杜美術館     | 1903年（明治36年）   |             |              | |
| 白熊（咆哮）   | 絹本著色     | 1幅        | 171.5x115.5         | 山種美術館             | 1907年（明治40年）   | 第1回文展   |              | 五雲にとって初の大賞を受賞した出世作。「捉膃肭之図（おっとせいを捉えるのず）」という別名も伝わる。京都市動物園でのスケッチを元に描いたという。 |
| 林泉群鶴図     | 紙本著色     | 六曲一双   | 153.5x363.0（各）   | 永青文庫               | 1911年（明治44年）頃 |             |              | 弟子の山口華楊によると、五雲は鶴を好んで描き、本作は座敷用の依頼画として描かれたという。                                                       |
| 秋興           | 絹本著色     | 六曲一双   | 152.2 × 355.4〈各） | 京都市美術館           | 1913年（大正2年）    |             |              | |
| 日照雨         | 絹本著色     | 1幅        | 141.2x163.0         | 東京芸術大学大学美術館 | 1931年（昭和6年）    | 第12回帝展  |              | 政府買上 |
| 秋茄子         |              |            |                     | 三の丸尚蔵館           | 1932年（昭和7年）    | 第13回帝展  |              | 宮内庁買上 |
| 冬暖           |              |            |                     | 西宮市大谷記念美術館   | 1934年（昭和9年）    |             |              | |
| 海驢（あしか） | 絹本著色     | 額装1面    | 124.0×198.0         | 京都市美術館           | 1934年（昭和9年） 頃 |             |              | |
| 麦秋           |              |            | 190x229             | 日本芸術院             | 1937年（昭和12年）   | 第1回新文展 |              | |
| 老松遊鶴図     | 紙本墨画淡彩 | 六曲一双   | 153.0x360.8（各）   | 松岡美術館             | 制作年不明           |             | 款記「五雲」 | |

## 著作・画集
- 『岸竹堂伝』　加藤英舟共著、荘人社、1932年（昭和7年）
- 『五雲』　便利堂、1940年（昭和15年）
- 『西村五雲』　光村推古書院、1983年（昭和58年）